# Polymorphus paradoxus
Polymorphus paradoxus es una especie de acantocéfalo del género Polymorphus, familia Polymorphidae. Fue descrita por Connell y Corner en 1957. Se encuentra en América del Norte.